# الكسندر جوستين
الكسندر جوستين (بالإنجليزية: Alexander Heath)‏ هو متزحلق جبال الألب جنوب أفريقي، ولد في 21 سبتمبر 1978 في كيب تاون في جنوب أفريقيا.

## وصلات خارجية
- الكسندر جوستين على موقع الاتحاد الدولي للتزلج (التزلج على المنحدرات الثلجية) (الإنجليزية)
- الكسندر جوستين على موقع أوليمبيديا (الإنجليزية)